# Meliphilopsis ochrandra
Meliphilopsis ochrandra är en biart som beskrevs av Roig-alsina 1994. Meliphilopsis ochrandra ingår i släktet Meliphilopsis och familjen långtungebin. Inga underarter finns listade i Catalogue of Life.